# Goleta d'estais

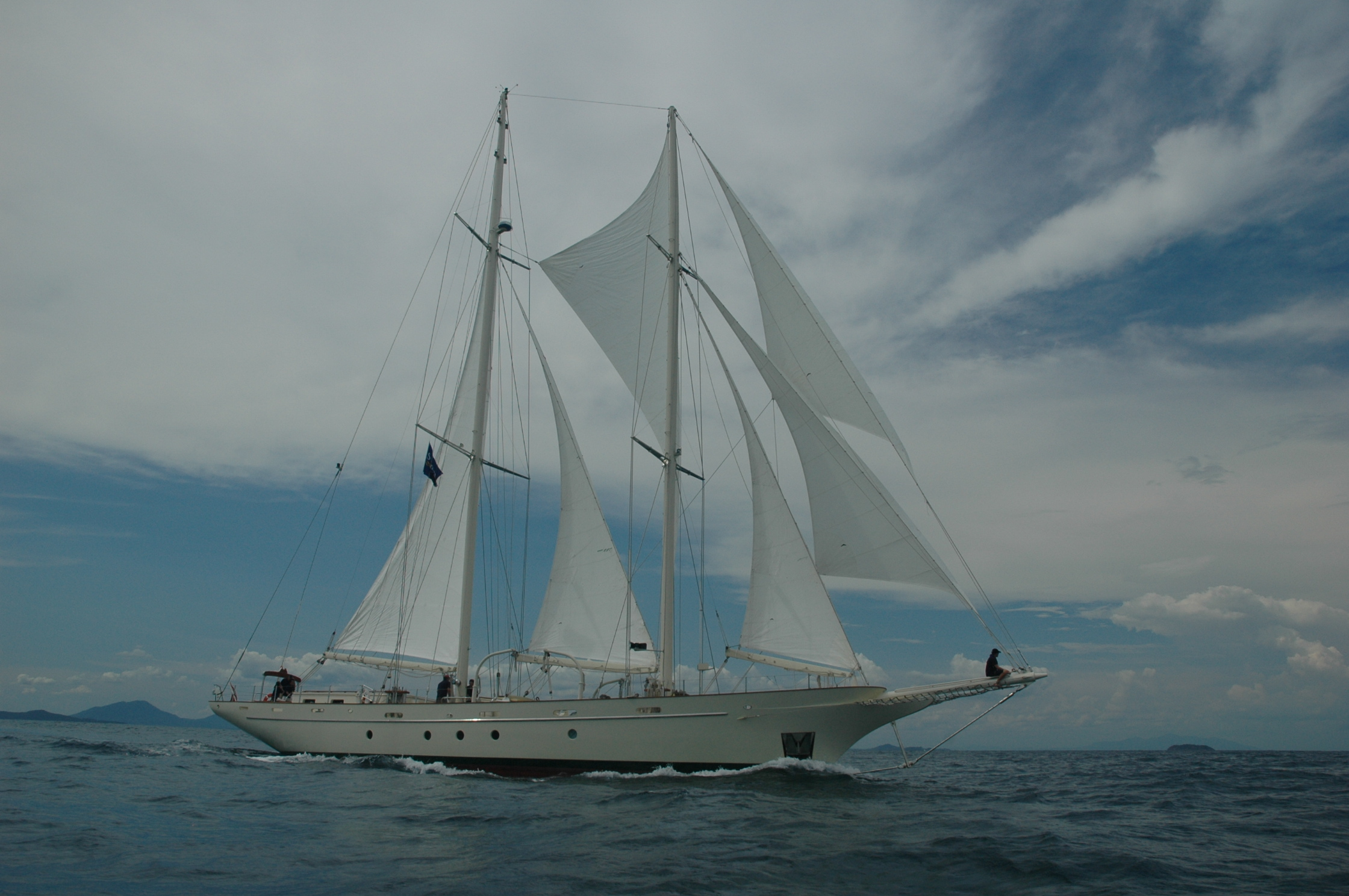
Goleta d'estais de dos pals "Argo", navegant amurada a estribord.

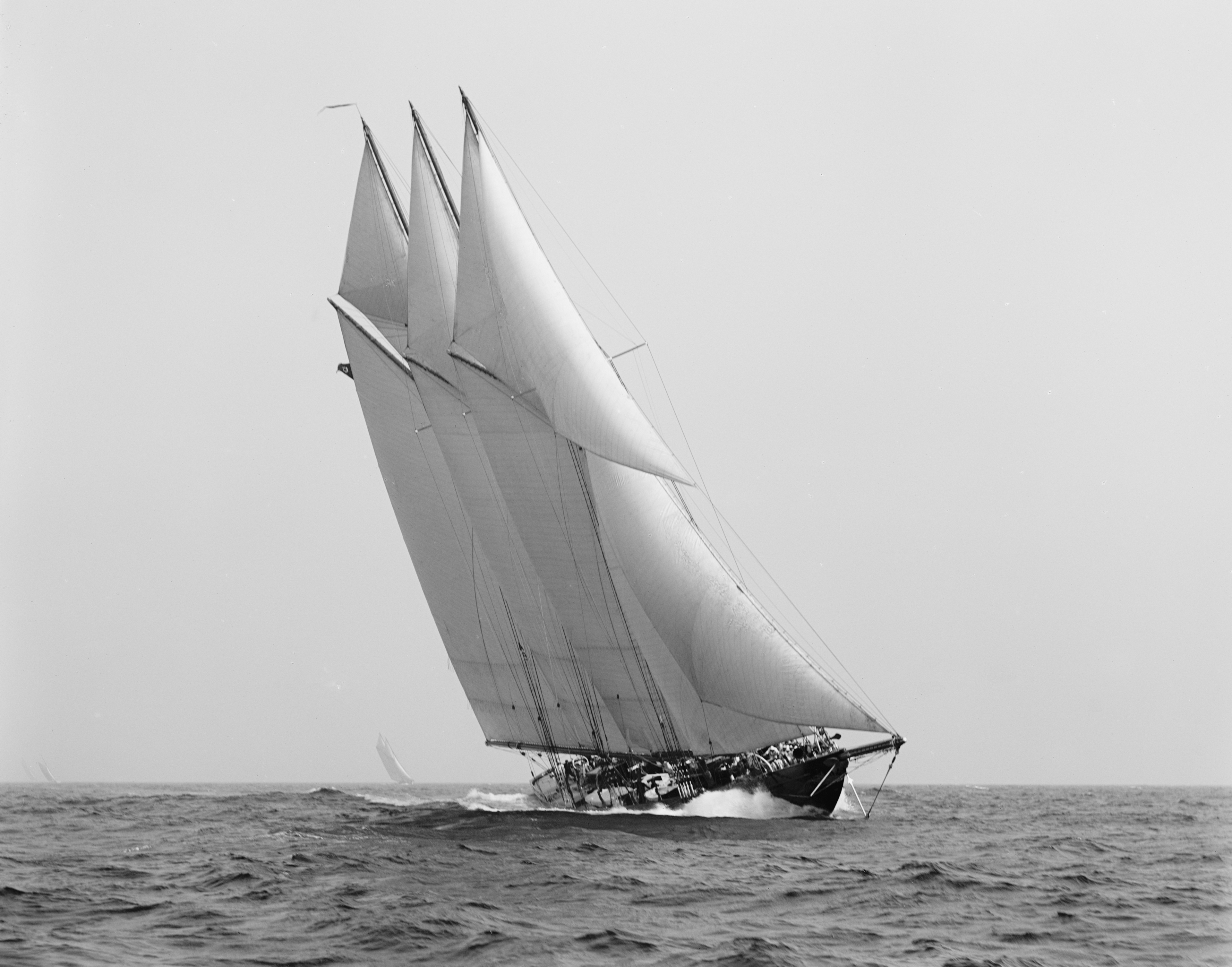
Goleta àurica de tres pals "Atlantic", navegant amurada a babord.

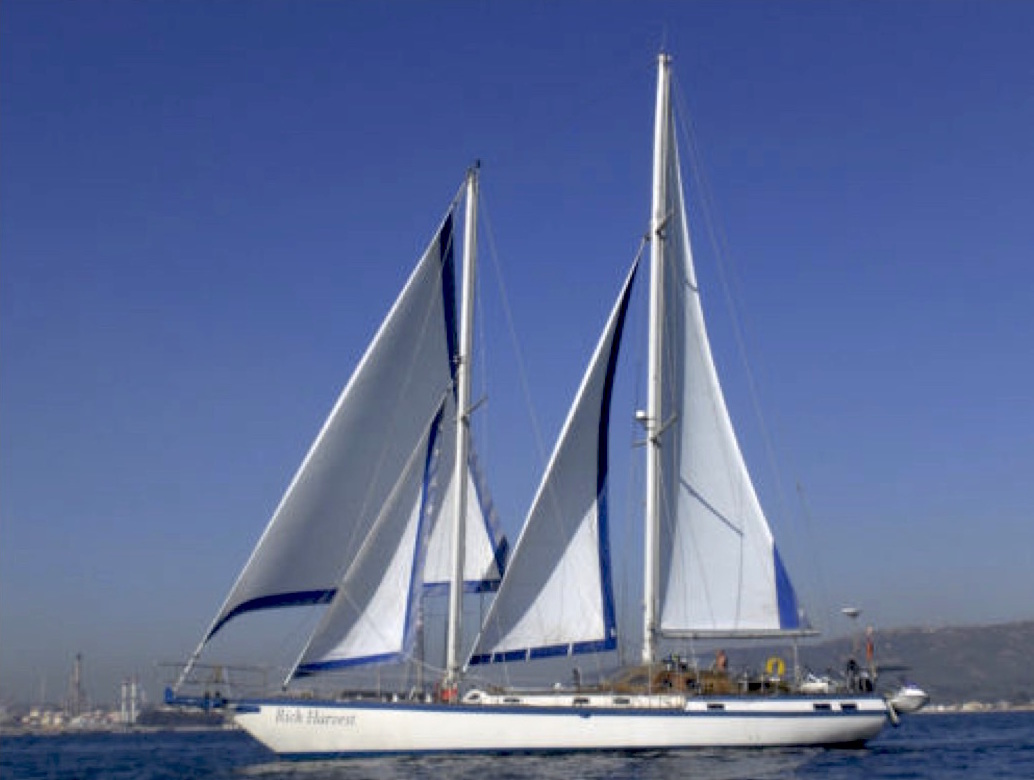
Goleta d'estais “Rich Harvest” navegant amurada a babord.

Un goleta d'estais és un vaixell de vela de dos o més pals.
Si té dos pals, igual que una goleta àurica o bermudiana, s'anomenen mestre (el de popa) i trinquet (el de proa).
Pel que fa a l'aparell, en el cas d'una goleta àurica de dos pals les veles (de proa a popa) són: floc(o flocs), cangrea, cangrea.
En el cas d'una goleta d'estais de dos pals les veles són:
floc (o flocs), vela d'estai, cangrea o major bermudiana.
Comparació dels aparells de dues goletes de tres pals, àurica i d'estais en les dues columnes següents :
(de proa a popa)
ÀURICA.................D'ESTAIS
floc o flocs............floc o flocs
pal trinquet............pal trinquet
cangrea................vela d'estai
pal mestre............pal mestre
cangrea................vela d'estai
pal de mitjana.......pal de mitjana
cangrea................cangrea
Les veles d'estai acostumen a dur botavara i ser "auto-viradores".

## Goletes d'estai famoses
- "Ailée", de tres pals (disseny i construcció de Camper&Nicholson; propietat de Mme.Virginie Heriot)
- Creole, de tres pals (disseny i construcció de Camper&Nicholson)
- "Luna", de dos pals (disseny Carter)
- "Vendredi Treize"
- "Club Mediterranée"